# Mayantoc
Mayantoc (Bayan ng Mayantoc) är en kommun i Filippinerna. Kommunen ligger på ön Luzon, och tillhör provinsen Tarlac. Folkmängden uppgår till 24 693 invånare.

## Barangayer
Mayantoc delas in i 24 barangayer.
| - Ambalingit - Baybayaoas - Bigbiga - Binbinaca - Calabtangan - Caocaoayan - Carabaoan - Cubcub - Gayonggayong - Gossood - Labney - Mamonit | - Maniniog - Mapandan - Nambalan - Pedro L. Quines - Pitombayog - Poblacion Norte - Poblacion Sur - Rotrottooc - San Bartolome - San Jose - Taldiapan - Tangcarang |